# 콕콜리투스속
콕콜리투스속(Coccolithus)은 착편모조류 속의 일종이다.

## 하위 종
다음 종을 포함하고 있다.
- Coccolithus oceanicus
- Coccolithus pelagicus
- Coccolithus pliopelagicus